# Escuela Internacional de Educación Física y Deportes
Escuela Internacional de Educación Física y Deporte
[[Archivo:]]

	Lema: 

	Somos el Futuro del Deporte Mundial

| Fundada         | Septiembre, de 1999 |
| Inaugurada      | 23 de febrero, de 2001 |
| Rector          | Dra. C. Bárbara Tandrón Negrín |
| Localización    | Municipio San José de Las Lajas, Provincia Mayabeque, Cuba |
| Alumnado        | 1300 |
| Carreras        | Licenciatura en Educación Física y Deporte con especialidad en - Atletismo - Baloncesto y Balonmano - Béisbol - Judo - Lucha Grecorromana y Lucha Libre - Karate Do y Tae Kwon Do - Boxeo - Esgrima - Voleibol - Gimnasia artística - Gimnasia rítmica |
| Sitio Internet: | |

La 'Escuela Internacional de Educación Física y Deportes' de La Habana o EIEFD fue Inaugurada el 23 de febrero de 2001 por el Entonces Presidente de la República de Cuba el Comandante Fidel Castro Ruz tras Afirmar el Compromiso de Cuba en la capacitación de Profesionales en las Ramas de la Educación Física y el Deporte en los países del Tercer mundo, y es la universidad más Joven de Cuba. Es también una de las primeras en su tipo de América.

## Historia

### Surgimiento de la EIEFD
(... y al igual que hicimos en el campo de la medicina, en la que también somos ya una potencia, no solo contribuiremos al desarrollo del deporte con la cooperación de especialistas cubanos, sino que estamos considerando seriamente la creación de una Facultad Latinoamericana y Caribeña de Educación Física y Deporte para formar sus propios especialistas que impulsen esta noble y sana actividad en sus países de origen, algún día, los indios con levita demostraremos lo que somos y lo que podemos hacer...)(22)
Con estas palabras dichas por Fidel en mesa redonda del año 1999, comienza un arduo trabajo de mesa donde se  organizan paulatinamente los primeros pasos para la creación de la Escuela Latinoamericana y Caribeña (siendo este el nombre inicial de la escuela bautizada por el Comandante), con la responsabilidad de un grupo multidisciplinario del INDER, encabezado por la figura de Alberto Juantorena, el Lic. Rafael Muñoz Silva hasta entonces Rector del ISCF “Manuel Fajardo” y designado para el mismo cargo en este nuevo proyecto; Dr. Bergelino Saldivar como Vicerrector Docente; Jorge Ceballo, Decano de la Facultad de Cultura Física de la Habana y que no pudo ocupar dicho cargo porque no lo liberaron de la Universidad Agraria, siendo sustituido por Alfredo Pita González designado Director Docente Metodológico; Isabel Fleitas Directora de Desarrollo Profesional; Vivían Fernández para ocupar el cargo de Vicerrectora de Tecnologías de Avanzada, nombre dado en aquella época a la actual Vicerectoría de Tecnologías de la Información; Lic. Felix Drake Alfonso, primer y único Director de Relaciones Internacionales; Lic. Roberto Santiesteban, primer Vicerrector de Aseguramiento; Lic. Pedro Arrieta, primer Director de la Residencia Estudiantil; Lic. Orlando Cuellar, primer Vicerrector de Economía; Lic. Luis Torres Farias, primer Secretario Docente; Téc.. Oscar Martínez Conchezo, primer Director de ATM; Lic. Osbel Lugo Hernández primer Director  de Informática; Lic. Ivette primera Directora de ICT; Lic. Raúl González Toledo, primer y único Director de Extensión Universitaria; Orlando Martínez Quintero, primer y único Jefe de Departamento de Transporte; Ing. Rolando A. Paret Rodríguez, primer Director de Inversiones; José Ramón Hernández primer Jefe de Mantenimiento Técnico; Lic. Ismael I. Montesino, primer y único Jefe del Departamento de Seguridad y Protección; Ing. Manuel Royo, primer Jefe de Departamento de Servicio y hoy Jefe de Departamento de Alimentación; Tec. Elena Quiñones Anovega, primera y única Directora de Recursos Humanos; Lic. Hery Leyva González, primer Asesor del Rector y hoy Profesor de Natación; J. Norberto Heredia Gonlález, primer Jefe de Departamento de Mantenimiento Constructivo y hoy Director de Inversiones; todos ellos con el apoyo del Comité Central el cual se vería representado en la figura del asesor del consejo de estado Dr. Luis Estruch Rancaño y el Secretario de Estado Dr. Millar Barrueto.
Culminado este proceso se oficializa  la escuela con el nombre de Escuela Internacional de Educación Física y Deporte (EIEFD) a través de las Resoluciones No 262/1999 emitida por el Ministerio de Economía y Planificación, la No 90/1999 por el presidente del INDER Humberto Rodríguez, la No 267/04 de la Dirección Provincial de Justicia y el Acuerdo No  3879 por el Comité Ejecutivo del Consejo de Ministros.
A partir de este momento la dirección del INDER logra consignar la Misión de la escuela: Formar profesionales cuyo valor esencial sea la solidaridad, capaces de transformar la Educación Física y el Deporte en sus países.
En entrevista realizada a personalidades y grupo de profesionales encargados del proyecto declaran como surge y cuales fueron sus objetivos iniciales:
Humberto Rodríguez, anterior presidente del INDER (... con la materialización del pensamiento del Comandante en Jefe Fidel y teniendo como experiencia la Escuela Latinoamericana de Medicina al calor que libraba nuestro pueblo y el movimiento deportivo cubano, luego de los juegos panamericanos en Winnipeg en el año 1999 y casi al unísono, la inauguración del laboratorio Anti-doping, el 13 de febrero de 2000 y diez días después a razón del 40 aniversario de la creación del INDER, se realiza el acto oficial el 23 de febrero con la presencia del comandante en jefe y representantes del movimiento deportivo internacional, de la Escuela Internacional de Educación Física y Deporte...) y plantea como objetivo inicial de la creación de dicha institución, (... el constituir un modesto aporte de la experiencia cubana ante el mundo al recibir estudiantes de 74 países provenientes de los sectores más humildes no mediando interés económico alguno sino respondiendo a la política de contribución, de colaboración y de compartir la experiencia del movimiento deportivo cubano en la formación de sus recursos humanos...)
Alberto Juantorena (... evidentemente la idea surge de nuestro Comandante a partir de los sucesos acaecidos a nuestros deportistas en los Panamericanos de Winnipeg, la materialización de este proyecto coadyuvaría a aglutinar recursos humanos provenientes de diferentes áreas geográficas y de los sectores más bajos de la población con el único fin de formar en ellos verdaderos profesionales del deporte inspirados en el ejemplo de nuestros deportistas cubanos llevando, una vez egresados, la enseñanza del deporte cubano, nuestros principios, a sus países de origen...)
El Dr. Luis Estruch Rancaño Asesor del Secretario del Consejo de Estado (... la escuela surge a partir del sentimiento solidario del Comandante en Jefe de aportar recursos solidarios a otros países en ocasión de lo sucedido durante los Panamericanos del 99 con la acusación mal intencionada de dopaje de algunos de nuestros más prestigiosos deportistas, coincidiendo con la creación del centro Anti-doping, siendo el objetivo inicial, demostrar ante el mundo que Cuba más que conformar un deporte para su pueblo y ganar campeonatos olímpicos, puede aportar al movimiento deportivo mundial, con la formación de recursos humanos...)
Lic. Rafael Muñoz, Rector de esta entidad hasta el año 2001 (... es un proyecto liderado por el Comandante y en su esencia con una noble misión: darle oportunidad a esos estudiantes provenientes de los sectores olvidados en sus gobiernos (exceptuando Venezuela) de formarse en nuestro país, reconocido como potencia en el deporte, como un profesional íntegro no solo en esta rama sino pertrechado de los valores que caracteriza a nuestro pueblo y en especial a los deportistas cubanos...).
El Dr. Bergelino Zaldívar Vicerrector docente hasta el año 2001 (... en el año 1999 Fidel realiza unas intervenciones por televisión que darían origen a las mesas redondas a raíz de lo sucedido durante los Panamericanos y aborda dentro de los múltiples esfuerzos que desarrollara Cuba para lograr un tratamiento más humano, la necesidad de crear para el mundo, la llamada Escuela Latinoamericana y Caribeña, que comienza con la incorporación progresiva de personas que tuvieron a su cargo la concepción de un proyecto y después la elaboración de aseguramiento material y un diseño de estructura...)
(...los objetivos iniciales fueron formar profesionales en la esfera de la Educación Física y el Deporte, inspirados en la idea que se había elaborado en la escuela Latinoamericana de medicina en trabajar en la calidad de vida de los humildes de nuestro continente...)
Al finalizar el año 1999 a través de la coordinación del MINREX con la colaboración del cuerpo diplomático cubano acreditado en cada país se realiza una proyección de matrícula por años y de retención escolar.

## Cursos
La Escuela Internacional de Educación Física y Deportes una licenciatura la cual ofrece 21 especializaciones y 10 Post Grados diferentes centros de investigación de campo inmerzos dentro del sistema deportivo y de Educación Física Cubano (Incluidos Centros de Alto Rendimiento Deportivo) como Escuelas de iniciación deportiva Escolar, Escuela de superior de perfeccionamiento Atlético, Instituto Superior de Cultura Física y Escuelas de Educación, Primaria y secundaria. Actualmente, la Escuela Internacional de Educación Física y Deportes posee una matrícula de mil estudiantes distribuidos en 21 especialidades.
Licenciatura en Educación Física y Deporte con especialidad en
- Atletismo
- Baloncesto y Balonmano
- Béisbol
- Judo
- Lucha grecorromana y Lucha libre
- Karate Do y Tae Kwon Do
- Boxeo
- Esgrima
- Voleibol
- Gimnasia artística
- Gimnasia rítmica
- Ajedrez
- Ciclismo
- Pesas Olímpica
- Natación
- Tenis Campo y Tenis de mesa

## Lugares

### El parque de los estudiantes
Falta la especialidad de Ciclismo

## Algunos alumnos y profesores destacados
José González Rebull